# La Puerta de Segura
La Puerta de Segura település Spanyolországban, Jaén tartományban. La Puerta de Segura Orcera, Beas de Segura, Puente de Génave, Segura de la Sierra, Génave, Torres de Albanchez és Benatae községekkel határos. Lakosainak száma 2246 fő (2024).

## Népesség
A település népessége az elmúlt években az alábbi módon változott:
| Lakosok száma | 2654 | 2640 | 2625 | 2638 | 2638 | 2542 | 2396 | 2268 | 2245 | 2246 |
|               | 2001 | 2004 | 2007 | 2009 | 2012 | 2014 | 2017 | 2019 | 2022 | 2024 |